# بوينج إف-47
طائرة بوينج إف-47 هي الطائرة المقاتلة من الجيل السادس مصممة للتفوق الجوي، وستطورها شركة بوينج لصالح القوات الجوية الأمريكية ضمن إطار برنامج الهيمنة الجوية للجيل القادم (NGAD). ووفقًا للرئيس الأمريكي دونالد ترامب، فقد كانت هناك نسخة تجريبية من الطائرة تحلق سرًا لمدة تقارب خمس سنوات. وتأمل القوات الجوية الأمريكية في إدخال المقاتلة إلى الخدمة خلال العقد المقبل ،وقد تم إنشائها لتحل محل المقاتل إف_22 ، كما سميت بالشبحية وذلك لسرعتها الفائقة على تخطي أجهزة الرادار وقدرتها على حمل طائرات مسيرة في داخلها ، وتعد هذه الطائرة السلاح الفتاك والفريد من نوعه في سلاح القوة الجوية الأمريكية ، والتي إلى الآن لم يعلن بشكل كامل عن قدراتها القتالية ، كونها أمضت خمس سنوات تحت الاختبار السري.